# Свободное общество изящных искусств
Свободное общество изящных искусств (фр. Société Libre des Beaux-Arts) — организация, созданная в Брюсселе в 1868 году бельгийскими художниками для противодействия академизму и продвижения реалистической живописи и свободы художественного творчества. Общество действовало до 1876 года; к тому времени эстетические ценности, которые оно отстаивало, частично были усвоены художниками официального салона, поэтому далее общество играло определённую роль в становлении искусства авангардизма в Бельгии.

## История
Основателями «Свободного общества» были четверо наиболее активных членов комитета «Общества бельгийских художников»: Эдуар Юберти, Константин Менье, Шарль Дегру, Камиль Ван Камп. Групповой портрет члена общества Эдмонда Ламбрихса показывает шестнадцать художников первого организационного комитета. Общество привлекало, в частности, пейзажистов, работавших в Ателье Святого Луки в Брюсселе, также известном как Академия Святого Луки (ок. 1846—1864). Ведущими художниками общества считались Луи Дюбуа, Фелисьен Ропс, Константин Менье и Луи Артан де Сен-Мартен.
Большинство членов общества также принадлежали к xудожественному и литературному кружку Брюсселя и Королевскому бельгийскому обществу акварелистов. После того, как общество распалось, несколько его членов присоединились к таким группам, как «Хризалида» и «Общество XX».
Первая выставка Свободного общества состоялась в 1868 году. В 1872 году состоялись три выставки. Манифест общества был написан Камилем ван Кампом и опубликован 31 января 1869 года. Он пропагандировал «свободную и индивидуальную интерпретацию природы», характерную для реалистического искусства, наряду с такими авангардными категориями, как «борьба, изменение, свобода, прогресс, оригинальность и терпимость».
Свою первую выставку общество организовало в 1868 году в «Galerie du Roi».
Общество издавало периодические альманахи «Свободное искусство» (L’Art Libre), двухмесячный обзор (1871—1872), и «Универсальное искусство» (L’Art Universel, 1873—1876). Главным редактором изданий был Камиль Лемонье.

## Художественная концепция
Члены общества ставили перед собой идеалистические цели, основанные на идеях Гюстава Курбе и Шарля Бодлера. В первом номере журнала «Art Libre» провозглашалось: «Художественная независимость должна расцвести с новой силой. Мы хотим, чтобы искусство было свободным. Искусство нашего времени должно вернуться к человеку и природе». Камиль Лемонье защищал этот тезис в манифесте, опубликованном для салона 1872 года. Ключевыми словами манифеста были «современность» и «искренность».
Официальные критики поначалу были настроены откровенно враждебно. Тем не менее членами общества стали самые разные художники: Эдуард Аньесенс, Луи Артан, Альфонс Ассельбергс, Теодор Барон, Ф. Буден, Антуан-Феликс Буре, Поль-Жан Клейс, Мари Коллар-Анротен, Жозеф Кусманс, Шарль Дегру, Ипполит де ла Шарлери, Луи Дюбуа, Адриен- Джозеф Хейманс, Эдуард Хуберти, Эдмонд Ламбричс, Пол Лаутерс, Константин Менье, Жан-Батист Менье, Жюль Реймекерс, Фелисьен Ропс, Эжен Смитс, Камилла Ван Камп, Анри Ван дер Хехт, Исидор Верхейден и Альфред Верве. Большинство членов также являлись членами Брюссельского художественного и литературного кружка и Королевского бельгийского общества акварелистов. После её роспуска в 1875 году несколько членов присоединились к «Хризалиде»